# 瑞恩·约翰逊
瑞恩·约翰逊（Ryan Johnson，1984年11月26日—），是一名牙买加足球运动员，现效力于中国足球超级联赛球队河南建业。

## 俱乐部生涯
约翰逊出生于牙买加金斯敦，在他还是婴儿时，就随父母移居到美国波士顿地区。他在高中时参加足球和篮球比赛，最终拿到体育奖学金进入俄勒冈州立大学。他在大学期间参加过两次美国发展联盟的联赛（2002年科德角十字军和2005年博尔德快速U23）。
2006年，约翰逊通过选秀加入美国职业足球大联盟球队皇家盐湖城。在为球队出场7次后，2006年7月25日，他被交易到芝加哥火焰。他在剩下的赛季仅为芝加哥火焰出场3次，没有进球，在赛季结束后未能和芝加哥火焰续约。2007年初，约翰逊试训成功，和瑞典球队奧斯達签订一份短期合同。回到美国后，他先是在新泽西铁人踢一段时间的室内足球，然后再回到美国职业大联盟，加盟圣何塞地震参加2008赛季的联赛。2009赛季，他是球队进球最多的球员，并被授予圣何塞地震赛季最佳球员的称号。
2011年7月14日，圣何塞地震将约翰逊交易给多倫多FC。7月20日，他在多倫多FC 0比1不敌FC达拉斯的比赛为球队首次出场。3天后，他射进加盟多伦多的首个进球，不过最终多伦多2比4不敌堪薩斯城。2012年12月12日，约翰逊被交易到波特蘭木材。他在2013赛季出场29次，射进9球。
2014年2月27日，他转会加盟中国足球超级联赛升班马河南建业。

### 国家队生涯
2006年4月12日，约翰森在牙买加对阵美国的比赛首发出场，第一次代表国家队亮相。2009年，他再次入选牙买加国家队，并在2010年2月10日在和阿根廷的友谊赛首开记录，射进国家队首球，不过最终牙买加1比2被对手逆转。